# Farmos
Farmos község Pest vármegyében, a Nagykátai járásban.

## Fekvése
A közvetlenül határos települések: észak felől Jászberény, délkelet felől Tápiószele, délnyugat felől Tápiószentmárton, északnyugat felől pedig Nagykáta.

### Megközelítése
Központján végighalad a 311-es főút, ez a legfontosabb közúti megközelítési útvonala Nagykáta és Tápiószele felől is. Jászberénnyel a 3117-es út köti össze. Érinti még a 31 319-es számú mellékút is, melynek fő hivatása, hogy Tápiószele vasútállomás közúti megközelítését biztosítsa.
A hazai vasútvonalak közül a Budapest–Újszász–Szolnok-vasútvonal biztosítja, melynek egy megállója van a határai között, Farmos megállóhely, közvetlenül a 311-es főút mellett.

## Története
A település és környéke az itt talált régészeti leletek szerint már a honfoglalás előtt lakott volt. A falu a környék falvaihoz hasonlóan a tatárjárás alatt elpusztult. Első ismert birtokosa 1311-ben Csák Máté volt, majd halála után a Káta nemzetség birtokába került.
A falu első okleveles említése 1420-ból való. A török megszállás kezdetén a település a szolnoki Mirliva ház birtoka.  A 17. században Farmost a teljesen elpusztult falvak között említik meg. 1700 körül Zólyom vármegyéből telepítettek több családot a községbe, akik néhány évtized alatt elmagyarosodtak. Az 1727-es vármegyei jegyzőkönyv szerint a falu mai területét – többek között – Bene Ádám, Kozma Boldizsár, gróf Grassalkovich Antal és mások birtokolták. A 19. században az Ivánka, Kaas, Matolcsy és a Vizy családok birtokolták.

## Közélete

### Polgármesterei
- 1990–1991: Dr. Bencze József (független)[3]
- 1992–1994:
- 1994–1998: Gecse János (független)[4]
- 1998–2002: Boros Zoltán (független)[5]
- 2002–2006: Boros Zoltán (független)[6]
- 2006–2010: Boros Zoltán (független)[7]
- 2010–2014: Horváth László (független)[8]
- 2014–2019: Horváth László (független)[9]
- 2019–2024: Horváth László (független)[10]
- 2024– : Horváth László (független)[1]

A településen 1992. március 1-jén időközi polgármester-választást tartottak, mert a korábbi polgármesternek az előző év decemberében megszűnt a megbízatása.

## Népesség
A település népességének változása:
| Lakosok száma | 3507 | 3464 | 3415 | 3473 | 3430 | 3453 | 3413 |
|               | 2013 | 2014 | 2018 | 2021 | 2022 | 2023 | 2024 |

A 2011-es népszámlálás során a lakosok 87,7%-a magyarnak, 0,6% cigánynak, 0,2% németnek, 0,7% románnak mondta magát (12,3% nem nyilatkozott; a kettős identitások miatt a végösszeg nagyobb lehet 100%-nál). A vallási megoszlás a következő volt: római katolikus 48,9%, református 6,1%, evangélikus 4,6%, görögkatolikus 0,2%, felekezeten kívüli 12,3% (26,2% nem nyilatkozott).
2022-ben a lakosság 89,1%-a vallotta magát magyarnak, 0,9% cigánynak, 0,4% németnek, 0,3% románnak, 0,1-0,1% bolgárnak és ukránnak, 2,1% egyéb, nem hazai nemzetiségűnek (10,7% nem nyilatkozott; a kettős identitások miatt a végösszeg nagyobb lehet 100%-nál). Vallásuk szerint 35,9% volt római katolikus, 5,4% református, 3,2% evangélikus, 0,1% görög katolikus, 1,3% egyéb keresztény, 1,3% egyéb katolikus, 14,2% felekezeten kívüli (38,2% nem válaszolt).

## Nevezetességei
A vasútállomásról a Rákóczi úton közelíthetjük meg a 3641 lakosú falu központját, mely a Rákóczi a Szelei és a Jászberényi út találkozásánál található. Itt helyezkedik el a polgármesteri hivatal, kertjében találjuk meg a hősök emlékművét. A Szelei úton figyelmesen átkelve a víztorony irányában haladunk. Hamarosan egy kis kaptatós jobbra nyíló úton közelíthető meg a valamikori Matolcsy-kúria. Az épületet a közelmúltban felújították, és jelenleg a Tápió Közalapítvány által létrehozott Vízparti Élet Múzeuma működik benne. A központból a Zrínyi úton haladva közelíthetjük meg a római katolikus templomot. A Rákóczi út felé elindulva néhány száz méter után elérjük a Sziki Tanösvény bejáratát. A Tápió-mente legtöbb gólyafészke ezen a településen található.
A település szülötte Kaszab Zoltán (1915–1986) entomológus, talajbiológus, az MTA tagja, 1970-től 1985-ig a Magyar Természettudományi Múzeum főigazgatója.
A közelben található a Mikolai-tó, melyet méltán nevezhetünk a környék gyöngyszemének.

## Külső hivatkozások
- Farmos Önkormányzatának honlapja
- Kirándulás a faluba, melyet körülölel a természet- FARMOS Átutazó film a településről